# Parelvlekral
De parelvlekral (Sarothrura pulchra) is een vogel uit de familie Sarothruridae. Deze familie werd heel lang beschouwd als een onderfamilie van de rallen, koeten en waterhoentjes (rallidae). De vogel komt voor in de zone met regenwouden in Afrika.

## Herkenning
De vogel is 16 tot 17 cm lang en weegt 39 tot 50,6 gram, het vrouwtje is gemiddeld 3 gram zwaarder. Opvallend bij het mannetje van deze ral zijn de zwarte rug, vleugeldekveren en buik met witte stippels en de rode staart, borst en kop. Het vrouwtje is wat doffer, meer roodbruin en daar waar het mannetje wit gestippeld is, heeft zij zwarte strepen afgewisseld met roodbruin.

## Verspreiding en leefgebied
Deze soort komt voor Afrika en telt vier ondersoorten:
- S. p. batesi: zuidelijk Kameroen.
- S. p. centralis: van Gabon tot zuidelijk Soedan, zuidelijk tot noordelijk Angola en noordwestelijk Zambia.
- S. p. pulchra: van Gambia en Senegal tot noordelijk Kameroen.
- S. p. zenkeri: zuidoostelijk Nigeria, westelijk Kameroen en noordelijk Gabon.

Het leefgebied bestaat uit moerasjes, kleine beekjes, rivieroevers en poelen die in regenwoud liggen. Soms wordt deze ral iets verder van water aangetroffen op de bodem van regenwoud en ook wel in struikgewas en in de buurt van cassaveplantages.

## Status
De parelvlekral heeft een groot verspreidingsgebied en daardoor is de kans op de status  kwetsbaar (voor uitsterven) gering. De grootte van de wereldpopulatie is niet gekwantificeerd, maar men vermoedt dat de ral in aantal achteruit gaat. Echter, het tempo ligt onder de 30% in tien jaar (minder dan 3,5% per jaar).  Om deze redenen staat deze soort als niet bedreigd op de Rode Lijst van de IUCN.

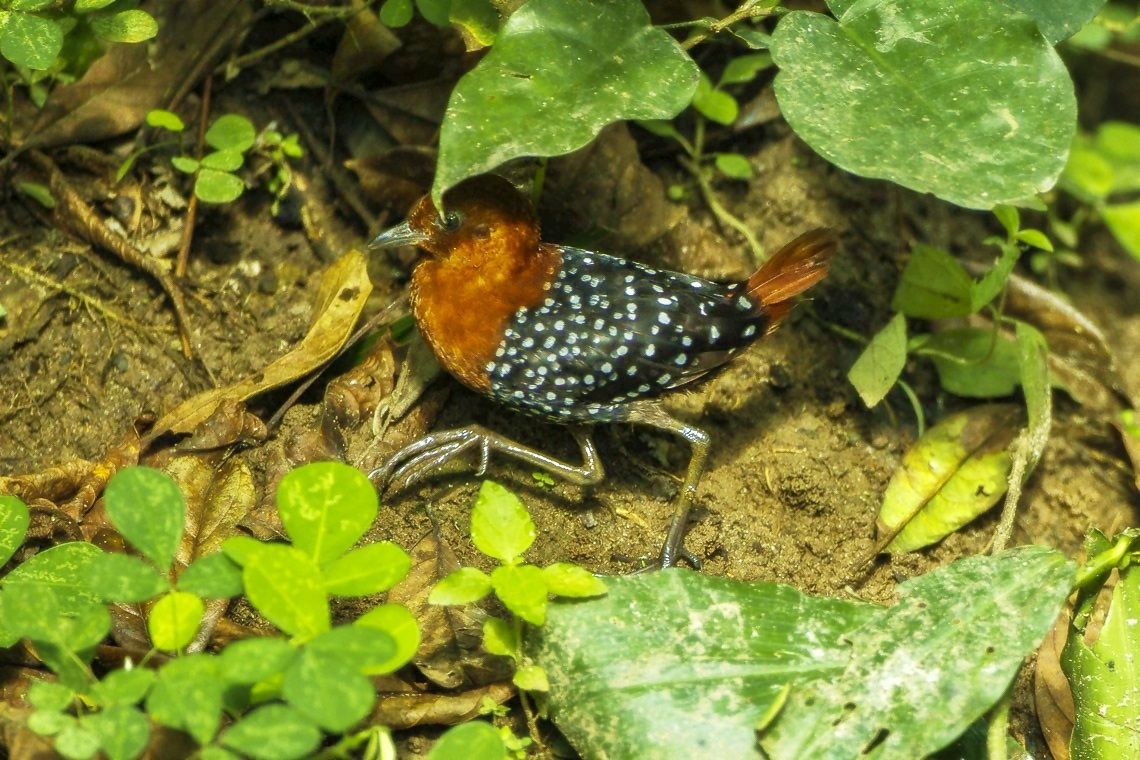